# Hubers (Sigmarszell)
Hubers (mundartlich: Huəbərs) ist ein Gemeindeteil der Gemeinde Sigmarszell im bayerisch-schwäbischen Landkreis Lindau (Bodensee).

## Geographie
Der Weiler liegt circa zwei Kilometer südwestlich des Hauptorts Sigmarszell. Südlich der Ortschaft fließt die Leiblach, die hier die Grenze zum vorarlbergischen Hörbranz bildet.

## Ortsname
Der Ortsname stammt vom Familiennamen Huber und bedeutet (Ansiedlung) des Huber.

## Geschichte
Hubers wurde erstmals urkundlich im Jahr 1595 mit Jerg Bentelin zum Hueber  erwähnt. 1626 wurden acht Häuser in Hubers gezählt. Der Ort gehörte einst zum äußeren Gericht der Reichsstadt Lindau.

### Hubermühle
Die Hubermühle war eine Mahlmühle und Säge an der Leiblach, die einst zum Kloster Mehrerau gehörte. Im Jahr 1919 folgte der Stillstand der Mühle und Säge.